# فورد کونو
فورد کونو (به انگلیسی: Ford Konno) (زادهٔ ۱ ژانویهٔ ۱۹۳۳) شناگر اهل ایالات متحده آمریکا است.